# SN 1998as
SN 1998as – supernowa typu Ia odkryta 22 marca 1998 roku w galaktyce A105356-0339. W momencie odkrycia miała maksymalną jasność 22,00m.